# هفت دلاور
هفت دلاور (به انگلیسی: The Magnificent Seven) فیلمی آمریکایی در ژانر وسترن محصول سال ۱۹۶۰ به کارگردانی و تهیه‌کنندگی جان استرجز است. این فیلم برداشتی آزاد از فیلم هفت سامورایی ساخته آکیرا کروساوا است.
فیلم هندی شعله نیز برداشتی آزاد از هفت دلاور است.

## داستان
هفت تیرانداز به سرپرستی مردی به نام کریس آدامز (با بازی یول برینر) تصمیم می‌گیرند از مردم یک دهکده در برابر راهزنان دفاع کنند …

## بازیگران
- یول برینر در نقش کریس آدامز
- ایلای والاک در نقش کالورا
- استیو مک کوئین در نقش وین
- هورست بوخهولتس در نقش چیکو
- چارلز برانسون در نقش برناردو اورایلی
- رابرت وان در نقش لی
- برد دکستر در نقش هری لاک
- جیمز کابرن در نقش بریت
- ولادیمیر سوکولوف در نقش پیرمرد
- Jorge Martínez de Hoyos در نقش هیلاریو
- روسندا مونتروس در نقش پترا
- ویت بیسل در نقش Chamlee the Undertaker
- Rico Alaniz در نقش سوترو
- Natividad Vacío در نقش میگوئل
- رابرت جی. ویلکه در نقش والاس
- وال آوری در نقش Henry the Corset Salesman
- بینگ راسل در نقش Robert, Henry's Traveling Companion

## جوایز
این فیلم کاندیدای ۱ اسکار (کاندیدای اسکار بهترین موسیقی) در سال ۱۹۶۱ شد.

## دنباله‌ها
- بازگشت هفت دلاور (۱۹۶۶)
- هفت تیرهای هفت دلاور (۱۹۶۹)
- هفت سوار دلاور (۱۹۷۲)
- هفت دلاور(۲۰۱۶)

## مجموعه تلویزیونی
یک مجموعه تلویزیونی تحت عنوان هفت دلاور (مجموعه تلویزیونی) براساس این فیلم ساخته و از سال ۱۹۹۸ تا ۲۰۰۰ ادامه یافت.